# Peña Limonar
Peña Limonar är en ort i Mexiko.   Den ligger i kommunen Ocosingo och delstaten Chiapas, i den sydöstra delen av landet, 800 km öster om huvudstaden Mexico City. Peña Limonar ligger 632 meter över havet och antalet invånare är 951.
Terrängen runt Peña Limonar är kuperad. Runt Peña Limonar är det glesbefolkat, med 16 invånare per kvadratkilometer. Närmaste större samhälle är Cristóbal Colón, 11,4 km nordost om Peña Limonar. I omgivningarna runt Peña Limonar växer i huvudsak städsegrön lövskog.